# جيك كوهين
جيك كوهين (بالإنجليزية: Jake Cohen)‏ مواليد 25 سبتمبر 1990 في بنسيلفانيا، هو لاعب كرة سلة أمريكي. بدأ مسيرته الاحترافية في سنة 2013. يحمل الرقم 15. يبلغ طوله 6 قدم 10.75 بوصة (2.1 م). لعب مع مكابي تل أبيب لكرة السلة ونادي أريس لكرة السلة.

## روابط خارجية
- جيك كوهين على موقع الدوري الأوروبي لكرة السلة (الإنجليزية)
- جيك كوهين على موقع سبورتس رفرنس (الإنجليزية)
- جيك كوهين على موقع كرة السلة الأوروبية.كوم (الإنجليزية)
- جيك كوهين على موقع كلية كرة السلة في سبورتس رفرنس.كوم (الإنجليزية)
- جيك كوهين على موقع ريلجم (الإنجليزية)
- جيك كوهين على موقع بروبوليرز (الإنجليزية)
- جيك كوهين على موقع سبورتس رفرنس (الإنجليزية)